# Behrendorf (Nordfriesland)
Behrendorf (dänisch: Bjerndrup oder auch Bjerrup, nordfriesisch: Bjarntoorp, platt: Beerndöörp) ist eine Gemeinde im Kreis Nordfriesland in Schleswig-Holstein. Die Gemeinde hat keine weiteren Ortsteile.

## Geografie

### Geografische Lage
Behrendorf befindet sich inmitten des Großlandschaftsraums Schleswigsche Geest am Oberlauf des Flusses Arlau. Der Flusslauf bildet zunächst die östliche Gemeindegrenze, im weiteren Verlauf auch die südliche.

### Geologie
Der Boden im Gemeindegebiet wird zum Sandergebiet (Grundmoräne) der Geest gezählt. Die Arlau bildet als Fließgewässer das Hauptgewässer der Wasserwirtschaft in der Gemeinde.

### Nachbargemeinden
|            | Sollwitt                                    | Süderhackstedt |
| Viöl       | Kompassrose, die auf Nachbargemeinden zeigt | Bondelum       |
| Immenstedt | Ahrenviöl                                   | Ahrenviölfeld  |

## Geschichte
Behrendorf ist erstmals 1309 (Dip. dan.) dokumentiert. Der Name bedeutet etwa Dorf des Biarne bzw. Biorn, Bjørn, ein Name, der zur Tierbezeichnung dän. bjørn für Bär gehört. Behrendorf hat in der dänischen Form des Ortsnamens Bjerndrup mehrere Parallelen in Dänemark. Auffallend ist die vergleichsweise frühe Einbürgerung der deutschen Endung -dorf im mittleren Südschleswig, in dem sich ansonsten bis ins 19. und 20. Jh. noch die dänische Mundart (Fjoldemål) gehalten hat.
Bis zum Deutsch-Dänischen Krieg 1864 gehörte der Ort zum Herzogtum Schleswig, das ein Lehen des Königreichs Dänemark darstellte. Administrativ gehörte der Ort zum Kirchspiel Viöl (Fjolde Sogn) innerhalb der Nordergoesharde (Nørre Gøs Herred). Am 1. April 1934 wurde die Kirchspielslandgemeinde Viöl aufgelöst. Ihre Dorfschaften wurden zu selbständigen Gemeinden, so auch Behrendorf.

## Gemeindevertretung
Die im Zuge der Kommunalwahlen in Schleswig-Holstein 2023 erfolgte Gemeindewahl in Behrendorf hatte folgendes Ergebnis:
Die Kandidaten der WGB (Wählergemeinschaft Behrendorf) bekamen 5 Sitze zugeteilt (Stimmanteil 53,1 Prozent), die der AWB (Allgemeine Wählergemeinschaft Behrendorf) 4 Sitze (Stimmanteil 46,9 Prozent).
Die Wahlbeteiligung lag bei 63,4 Prozent.

## Wirtschaft und Infrastruktur

### Landwirtschaft
Das Gemeindegebiet ist historisch schon immer stark landwirtschaftlich geprägt gewesen. Neben der vorherrschenden Milchproduktion spielt auch die bäuerliche Pferdezucht eine prägende Rolle. Vor Ort sind bekannte Pferdezüchter des Zuchtverbands Holsteiner Pferd ansässig.

### Energiewirtschaft
Aufgrund des Strukturwandels in der Landwirtschaft ist mittlerweile auch die Energiegewinnung mittels Windenergie und Biomasse von Bedeutung. Im Ort wurden mehrere Windenergieanlagen errichtet; zusätzlich werden auch zwei Biogasanlagen betrieben.

### Verkehr
Behrendorf liegt abseits des Bundesfernstraßennetzes. Durch das Dorf führt die schleswig-holsteinische Landesstraße 28. Diese zweigt im ländlichen Zentralort Viöl von der Bundesstraße 200 gen Osten ab.
Die Erreichbarkeit im ÖPNV ist stark eingeschränkt. Der nächstgelegene Bahnhof im Nahverkehr befindet sich in Jübek an den Bahnstrecken Neumünster–Flensburg und Jübek–Husum. Der nächstgelegene Fernverkehrshalt ist der Bahnhof Husum an der Marschbahn.
Der Ort wird ansonsten nur im Schülerverkehr von und zur Schule in Viöl angefahren (Linie 1043 der Autokraft).

## Sport
Weit über die Gemeindegrenzen hinaus bekannt ist Behrendorf für den Pferdesport. Der örtliche Reit- und Fahrverein Obere Arlau richtet jährlich mehrere Turniere, auch mit internationaler Beteiligung, aus.